# Líder da oposição
O líder da oposição (em inglês: Leader of the Opposition) é um título tradicionalmente concedido ao líder do maior partido político que não pertença ao governo em um sistema Westminster de governo parlamentar. Ele ou ela é sempre visto como a alternativa ao Governo em vigor.